# Desmon Farmer
Desmon Kenyatta Farmer (Flint, 7 ottobre 1981) è un ex cestista statunitense, professionista nella NBA, in Europa e in Sudamerica.
È il cugino di Demetrius Calip.

## Palmarès
- Miglior tiratore di liberi NBDL (2013)